# Jean-Bernard Knepper
Jean-Bernard Knepper (1638 – 14 de novembre de 1698) va ser un polític, jurista i notari luxemburguès. Des de 1693 fins a 1698 va ser l'alcalde (Buergermeeschter) de la ciutat de Luxemburg. Knepper era fill de Dominique Knepper, i va anar a la Universitat de Dole a Besançon, Borgonya. Va estudiar dret i va ser admès a Luxemburg el 23 de maig de 1660. Es va convertir en jutge per designació de Lluís XIV de França l'any 1687. El 1661 es va casar amb Anna-Marguerite Trippel, la filla d'un pastor de Thionville.